# Plimoth Patuxet

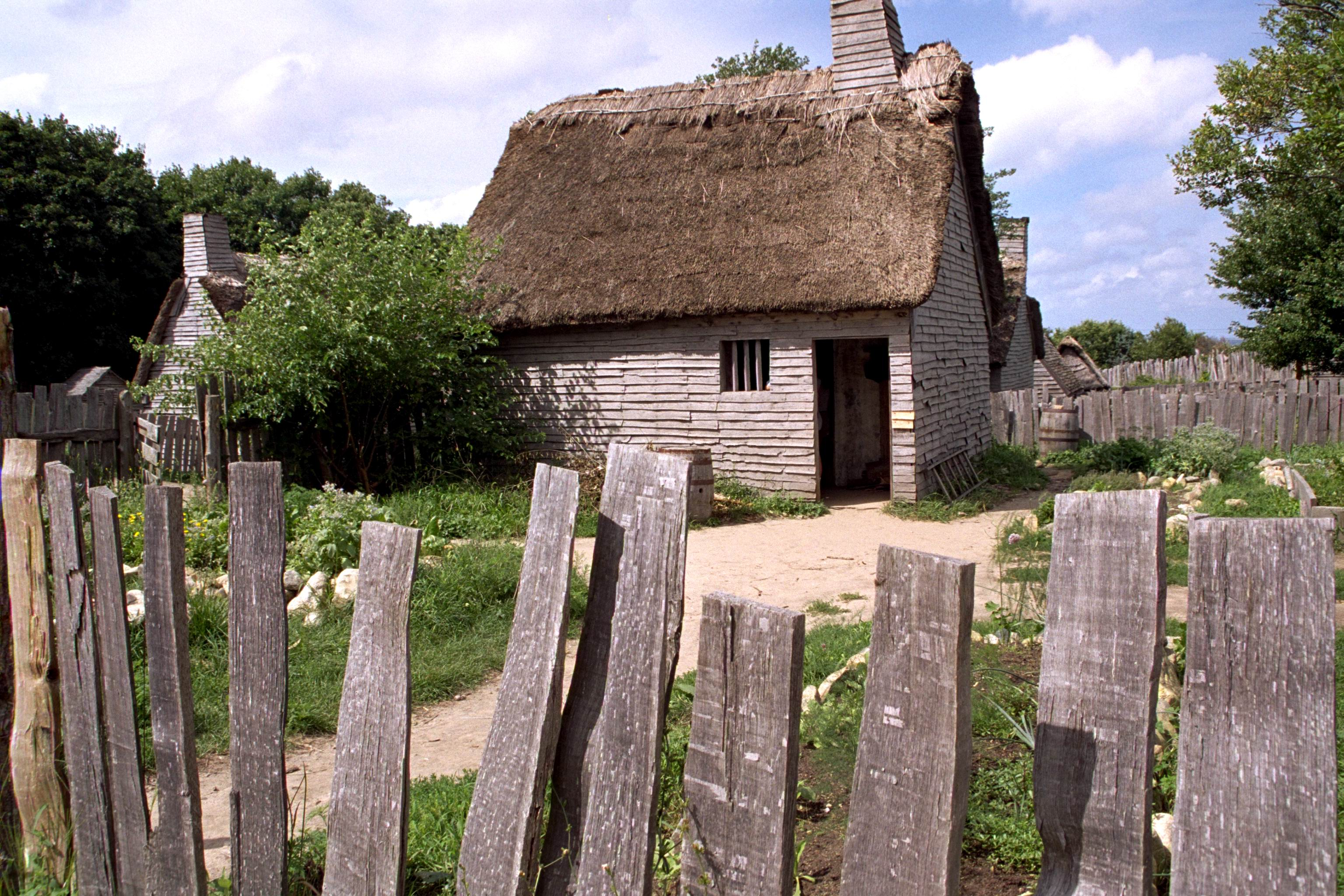
Plimoth Plantation.

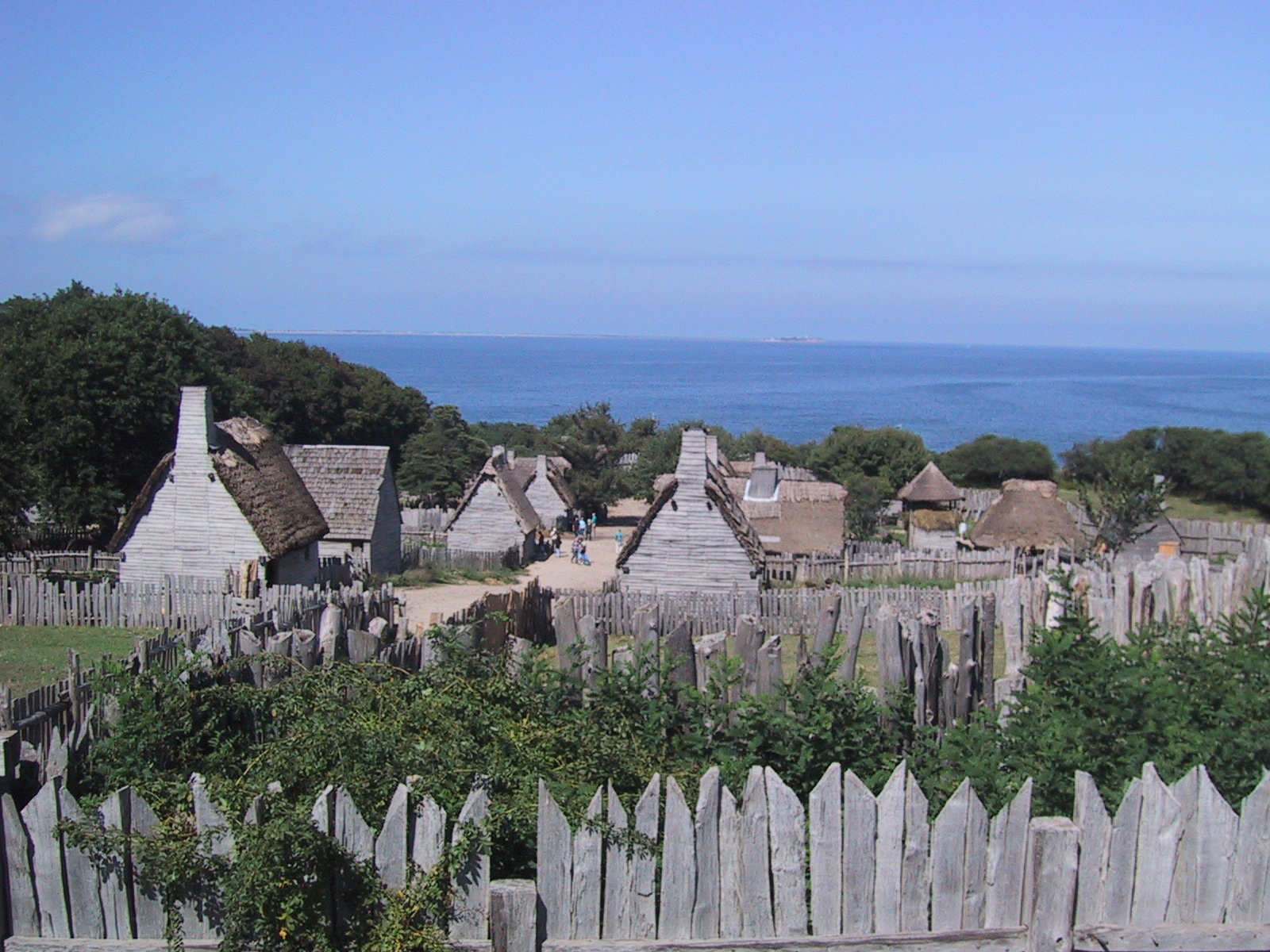
Plimoth Plantation.

La Plimoth Plantation est un musée américain en plein air fondé en 1947, consacré à la colonie de Plymouth, venue s'installer au Massachusetts au XVIIe siècle (qui devinrent par la suite les Pères pèlerins).
Dans la section English Village de 1627, les interprètes sont vêtus et s'expriment conformément à leur époque et s'adressent aux "visiteurs des temps modernes" à la première personne, répondent aux questions, parlent de leurs vies, de leurs opinions et s'adonnent à des tâches tels que la cuisine, plantation, ferronnerie et à l'élevage des animaux.